# Nyikolaj Joszifovics Konrad
Nyikolaj Joszifovics Konrad (Николай Иосифович Конрад; Riga, 1891. március 1. – Moszkva, 1970 szeptember 30.) orosz filológus, történész, orientalista, sinológus és japanológus, 1958-tól a Szovjet Tudományos Akadémia tagja. A Nagy szovjet enciklopédia szerint a szovjet japanológiai kutatások megteremtője.

## Életútja
Nyikolaj Joszifovics Konrad 1908 és 1912 között a pétervári egyetem kínai–japán szakos hallgatója volt. Az egyetemi diploma megszerzését követően egy évet töltött Japánban. 1913-ban Péterváron tanított, majd egy év múlva Kijevben. 1914 és 1917 között a tokiói egyetemen japán, kínai és koreai filológiával foglalkozott.
1919-ben részt vesz az orjoli Proletár Egyetem megalapításában. Ezt követően mintegy két évtizeden át Leningrádban dolgozik. A negyvenes évek elején az ő nevéhez fűződik a Kelettudományi Egyetem moszkvai csoportjának megalakítása. Jelentős szerepet játszott a későbbi orosz sinológus nemzedék felnevelésében, akikre nagy hatást gyakorolt. 1934-ben a tudományos akadémia levelező, majd 1958-ban rendes tagjává választották.
A húszas években elsősorban Japánnal foglalkozott, majd figyelme fokozatosan Kína felé fordult. Élete utolsó évtizedeiben több nagy összegző munka szerkesztésében vett részt. Munkássága legjelentősebb darabjai esszéjellegű tanulmányok formájában jelentek meg. Legfontosabb, legmeghatározóbb írásait saját maga gyűjtötte kötetbe, amely a Zapad i Vosztok („Nyugat és Kelet”) címen jelent meg 1966-ban.
Esszéiből megismerhető munkássága jelentőségét Polonyi Péter sinológus a következőképpen méltatta:

„E tanulmányokat a világ kulturális értékeinek szokatlanul széles spektrumú bemutatása jellemzi. Szerzőjük egyaránt otthonos a görög–latin antikvitásban, az európai, közép-ázsiai és távol-keleti kultúrákban. Írásai olyan mély humánumot, univerzális szemléletet tükröznek, amelyek műveit kiragadják szaktudománya, az orientalisztikai filológiai keretei közül. Ezek az adottságok, amelyek kitűnő előadó- és elemzőkészséggel párosulnak, Konrad írásai legfőbb értékének, egy sajátos összehasonlító művelődéstörténetnek a forrásaivá lettek. Ezért idézik megállapításait mind gyakrabban eredeti szaktudományán kívül is.”

## Főbb művei
- Szun-ce (Сунь-цзы). Traktat o vojennom iszkussztve (Трактат о военном искусстве). 1950
- Vu Csi (У-цзы). Traktat o vojennom iszkussztve (Трактат о военном искусстве). 1958
- Zapad i Vosztok (Запад и Восток). 1966., 1972

Magyarul következő négy esszéje olvasható:
- „Arnold Toynbee és Nyikolaj Konrad levélváltása a történelem értelmezéséről” (Fordította: Bakcsy György és Király Zsuzsa)[6]
- A történelem értelméről. Válogatott tanulmányok a Zapad i Vosztok c. tanulmánykötetből; ford. Bakcsy György, Király Zsuzsa, Polonyi Péter; Magvető, Bp., 1977 (Gyorsuló idő)
- „Han Jü és a kínai reneszánsz” (Fordította: Polonyi Péter)[7]
- „Shakespeare és kora” (Fordította: Király Zsuzsa)[8]